# Lygodactylus thomensis
Lygodactylus thomensis (аннобонський карликовий гекон) — вид геконоподібних ящірок родини геконових (Gekkonidae). Мешкає на островах Гвінейської затоки.

## Підвиди
Виділяють три підвиди:
- Lygodactylus thomensis delicatus Pasteur, 1962;
- Lygodactylus thomensis thomensis (Peters, 1881);
- Lygodactylus thomensis wermuthi Pasteur, 1962.

## Поширення і екологія
Аннобонські карликові гекони мешкають на островах Сан-Томе, Принсіпі і Ролаш у складі Сан-Томе і Принсіпі та на острові Аннобон в складі Екваторіальної Гвінеї. Вони живуть на узліссях вологих тропічних лісів, в рідколіссях і саджах, поблизу людських поселень. Зустрічаються на висоті до 600 м над рівнем моря.